# 小行星17927
小行星17927（17927 Ghoshal）是一颗围绕太阳运转的小行星，为主小行星带小行星。该小行星于1999年4月15日发现。

## 轨道参数
小行星17927的轨道半长轴为2.2370160 UA，离心率为0.056。